# 岩部山三十三観音
岩部山三十三観音（いわぶやまさんじゅうさんかんのん）は、山形県南陽市にある史跡である。1983年4月15日に南陽市指定文化財（史跡）に指定されている。川樋地区が管理している。 

## 概要
南陽市にある岩部山（標高506m）の南面の岩に彫られた33体の観音像（磨崖仏）が存在する。この観音像は天保年間に凶作のために乱れた人心と世の中を救おうと地元の松林寺の16代の和尚であった金毛和尚が彫りあげたもので、西国三十三所の巡礼時に写した像が元となっている。
観音像を掘ることとなる発端は岩部山のそばで老石工が一心に石を彫っているのを金毛和尚が見たのがきっかけであり、その翌日より雲水となって国々を歩き渡っている。以前凶作による村人の憎しみを仏の慈悲で消そうと説いて廻ったが効果はなかったという。

## アクセス
- 国道13号上山バイパスが周辺にあり、駐車場も存在する。JR中川駅からも近い。